# Bataille de Bouin
Vous lisez un « article de qualité » labellisé en 2021.
Guerre de Vendée
Batailles
La bataille de Bouin se déroule le 6 décembre 1793 lors de la guerre de Vendée. Elle oppose sur l'île de Bouin les troupes républicaines de l'Armée de l'Ouest et les forces vendéennes du général Charette.
Les combats ont lieu dans le cadre d'une offensive républicaine lancée en novembre depuis Nantes et Les Sables-d'Olonne en vue de reconquérir l'île de Noirmoutier, tombée en octobre aux mains des Vendéens. Après plusieurs défaites contre les colonnes des généraux Haxo et Dutruy, Charette tente sans succès de se replier sur Noirmoutier et se retrouve cerné sur l'île de Bouin.
L'assaut est lancé le matin du 6 décembre 1793 par trois colonnes républicaines qui enfoncent les défenses royalistes et se rendent maîtresses en quelques heures de toute l'île, libérant des centaines de prisonniers patriotes et capturant tous les canons et tous les chevaux des insurgés. Cependant, malgré de lourdes pertes, l'armée de Charette échappe à la destruction et parvient à s'enfuir à travers les marais. À peine quelques jours plus tard, elle reprend ses attaques dans le bocage et le 12 décembre Charette est élu généralissime de l'Armée catholique et royale du Bas-Poitou.

## Contexte

### Début de l'offensive républicaine
Le 12 octobre 1793, les Vendéens de l'armée du général Charette s'emparent de l'île de Noirmoutier en franchissant la chaussée submersible du Gois. La faible garnison républicaine n'offre que peu de résistance et capitule. Charette forme une administration royaliste à Noirmoutier et y laisse une partie de ses troupes avant de repartir au bout de trois jours. Les prisonniers républicains sont quant à eux enfermés à Bouin où le chef local, François Pajot, en fait massacrer plusieurs centaines les 17 et 18 octobre.
À Paris, la nouvelle de la prise de l'île de Noirmoutier suscite l'inquiétude du Comité de Salut public, qui craint qu'elle ne permette aux Vendéens de recevoir l'aide des Britanniques. Le 18 octobre, le conseil exécutif reçoit un arrêté signé de Barère, Prieur de la Côte d'Or, Collot d'Herbois, Billaud-Varenne, Robespierre et Hérault de Séchelles lui donnant l'ordre de « prendre toutes les mesures nécessaires pour faire attaquer le plus tôt possible l'île de Noirmoutier, en chasser les brigands et en assurer la possession à la République ».
Le 2 novembre 1793, le conseil de guerre de l'Armée de l'Ouest charge le général de brigade Nicolas Haxo de constituer un corps de 5 000 à 6 000 hommes pour reprendre l'île de Noirmoutier. Ordre lui est donné d'attaquer et de battre Charette « partout où il pourra le rencontrer en le poursuivant jusque dans Noirmoutier même »,,. Après avoir mis en place un plan de campagne, Haxo se met en marche. Il divise ses forces en deux colonnes : la première, commandée par l'adjudant-général Jordy, sort de Nantes le 21 novembre,, ; la seconde, menée par lui-même, quitte à son tour la ville le 22 novembre, et se porte en direction de Machecoul, qu'elle occupe le 26,. De son côté, la colonne de Jordy, forte de 3 000 hommes, marche sur Port-Saint-Père, qu'elle prend aux forces de La Cathelinière le 26 novembre, après cinq jours de combats et de canonnades,. Jordy prend ensuite Sainte-Pazanne et Bourgneuf-en-Retz, puis il fait sa jonction avec le général Haxo à Legé le 28 novembre,,.
De l'autre côté du territoire insurgé, le général de brigade Dutruy se met également en mouvement le 21 novembre depuis Les Sables-d'Olonne. Les 22 et 23, il occupe La Roche-sur-Yon, Aizenay, Le Poiré-sur-Vie et Palluau, avant de gagner Legé,. Il fait ensuite sa jonction avec Haxo à Machecoul.
Pendant ce temps, Charette sort de son refuge de Touvois et unit ses forces à celles de Jean-Baptiste Joly et de Jean Savin,. Le 27 novembre, ils se mettent en marche pour attaquer Machecoul, mais ils sont surpris près de La Garnache par une colonne commandée par le lieutenant-colonel Aubertin, un officier de l'armée de Dutruy,,. Charette se replie sur Saint-Gervais, puis sur Beauvoir-sur-Mer avec l'intention de trouver refuge dans l'île de Noirmoutier,. Cependant ce projet rencontre l'opposition de Joly et de Savin qui se retirent avec leurs forces pour regagner le bocage,,. Charette ne peut quant à lui franchir le passage du Gois vers Noirmoutier à cause de la marée haute et de l'arrivée de la colonne d'Aubertin qui le contraint à s'enfermer dans l'île de Bouin, où il se retrouve bientôt cerné,,.

### Retraite des Vendéens sur les îles de Bouin et de Noirmoutier

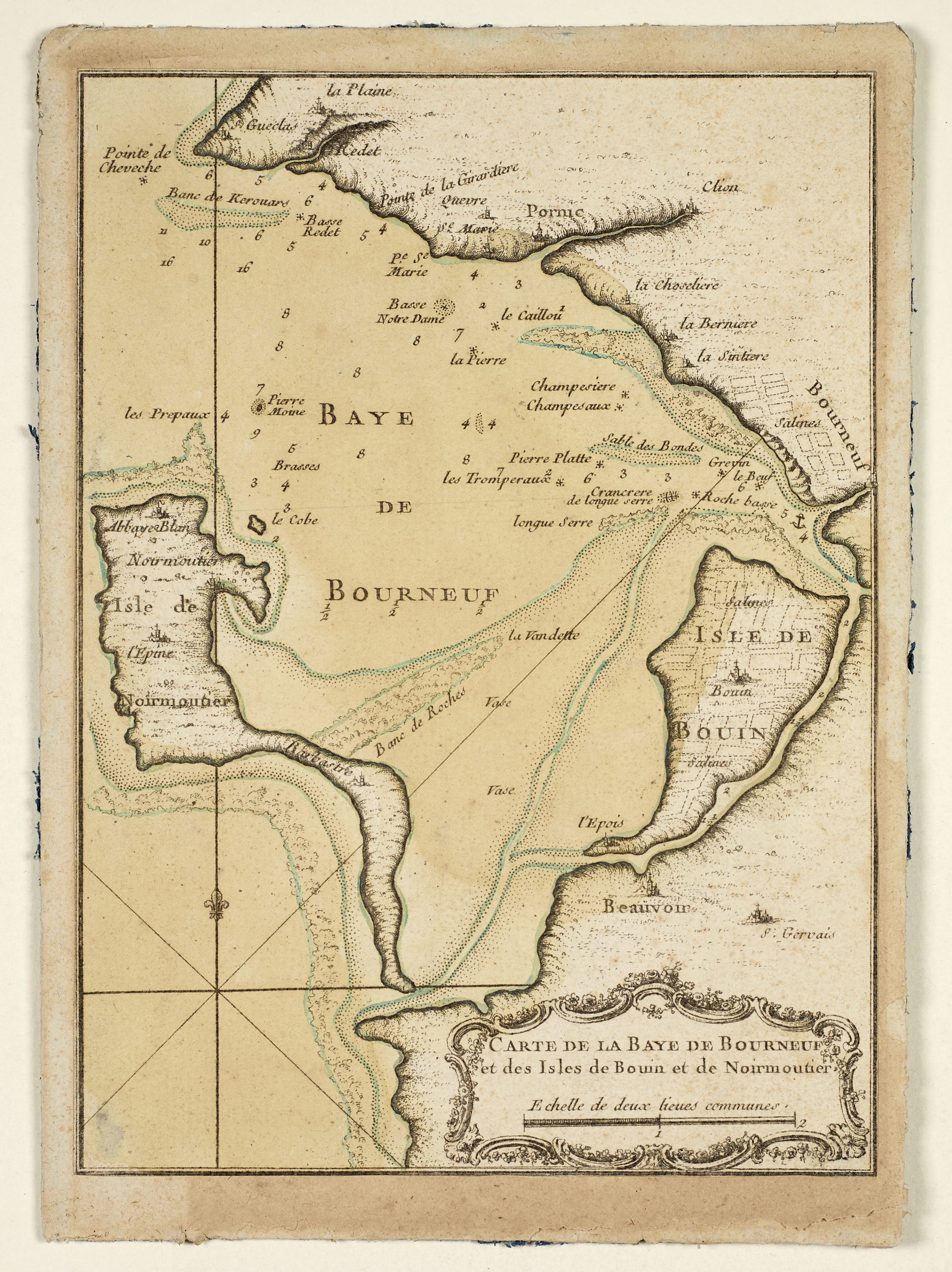
Carte de la baie de Bourgneuf et des îles de Noirmoutier et de Bouin, 1764, musée de Bretagne.

Située dans la baie de Bourgneuf, l'île de Bouin, alors peuplée de 2 000 à 2 500 habitants, est séparée du continent par un cours d'eau, le Dain, fortement envasé et franchissable à pied lors des marées basses. Le seul pont est celui de la Claie, en bois, qui relie le bourg de Bouin à celui de Bois-de-Céné. L'île est couverte d'étiers, d'écluses, de canaux et de digues,. Le passage sur ces fossés se fait généralement aux moyens de planches de bois, que Charette fait retirer pour ralentir les républicains,,. Les Vendéens édifient divers retranchements le long du Dain, ainsi que deux ou trois batteries d'artillerie en forme d'amphithéâtre, dont une au moulin de Jaunay et une autre au moulin de La Pentecôterie. Ils disposent également de vivres en abondance.
Le 1er décembre, Haxo et Dutruy sont à La Garnache, où ils écrivent au ministre de la guerre : « Nous sommes en ce moment entre Challans et Beauvoir ; tous les postes sont occupés ; il ne reste à l'ennemi que 8 lieues de terrain dans les marais où nous l'avons cerné. » Mais le lendemain, le général Rossignol, commandant en chef de l'Armée de l'Ouest, donne l'ordre à Haxo de marcher sur Beaupréau avec une partie de ses forces afin de dégager les généraux Desmares et Chabot, en difficulté contre les insurgés angevins de La Bouëre et de Pierre Cathelineau,,. Haxo s'exécute à regret et mène une expédition en Maine-et-Loire pendant trois jours,.
Charette profite de ce court répit pour s'embarquer de nuit pour l'île de Noirmoutier, où sa présence est attestée le 4 décembre,. Il confie à son aide de camp, Joseph Hervouët de La Robrie, la mission de passer en Angleterre pour y demander des secours,. L'ordre est également signé par Maurice d'Elbée, l'ancien généralissime de l'Armée catholique et royale, réfugié à Noirmoutier à cause de ses graves blessures reçues à la bataille de Cholet,. La Robrie s'embarque sur une goélette de 60 tonneaux, Le Dauphin, commandée par Louis François Lefebvre,. Mais à cause de vents défavorables ou de la présence de navires républicains, Le Dauphin ne peut appareiller que dans la nuit du 23 au 24 décembre,,.
De retour à Bouin dans la nuit du 4 au 5 décembre, Charette constate que ses troupes manquent de munitions et charge Hyacinthe Hervouët de La Robrie, le frère de Joseph, de s'embarquer pour Noirmoutier et de s'y approvisionner,. Mais à son retour, celui-ci trouve l'accès à l'île de Bouin barré par les républicains, qui sont finalement passés à l'offensive,.

### Prélude
Après avoir fouillé la forêt de Princé la veille,, la colonne de l'adjudant-général Jordy arrive à Bois-de-Céné et Châteauneuf le 3 décembre. Elle s'y divise en deux pour commencer l'encerclement de l'île : Jordy reste à Bois-de-Céné, tandis que l'adjudant-général Villemin se porte à Bourgneuf-en-Retz. Le général Dutruy occupe quant à lui Beauvoir-sur-Mer et le général Haxo arrive à Challans le 5 décembre. Dans la nuit du 5 au 6 décembre, à minuit, l'ordre est donné aux trois colonnes républicaines de se mettre en mouvement pour attaquer Bouin. Celle de Beauvoir se met en marche au lever du jour.
Bien que conscients de la présence des troupes républicaines, les Vendéens passent la nuit qui précède la bataille à festoyer et à danser,,. Dans ses mémoires, l'officier royaliste Pierre-Suzanne Lucas de La Championnière écrit : « Réfugiés à Bouin, nous fûmes cernés de toutes parts : la nuit ne fut pas tranquille. Cependant comme les vivres étaient abondantes et que beaucoup de femmes étaient réfugiées dans l'Isle, les uns se mirent à danser, d'autres à boire, les moins décidés s'échappèrent pendant la nuit. »

## Forces en présence

### Armée vendéenne

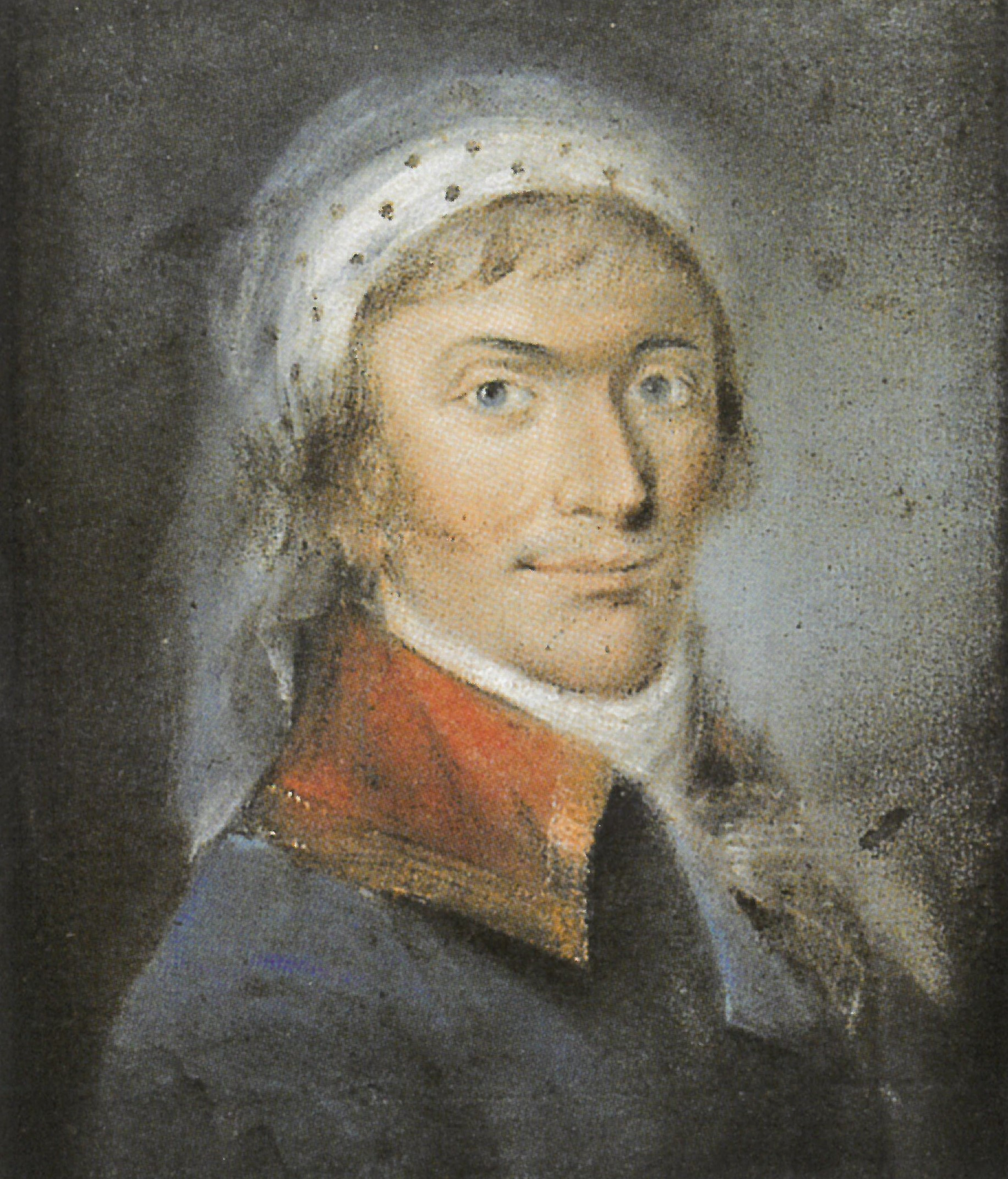
Portrait de François Athanase Charette de La Contrie, pastel anonyme, entre 1793 et 1796.

Les effectifs vendéens sont évalués entre 1 500 et 2 400 selon les sources. Ils sont estimés à 1 800 par Jordy et à 2 400 par le général Bard, dans une lettre adressée le 14 décembre au général Duval. Les mémoires anonymes de l'administrateur militaire évoquent 1 500 combattants. L'auteur royaliste Bittard des Portes donne ce même nombre et le vice-président du district des Sables-d'Ollonne, Pierre-François Mourain, 2 500. Le Bouvier-Desmortiers porte quant à lui les Vendéens à 3 000, face à 6 500 républicains, mais pour l'historien Lionel Dumarcet ces chiffres sont certainement surévalués.
Au nord de l'île de Bouin, un chemin appelé le « passage du sud », filant vers Bourgneuf-en-Retz, est défendu par 250 hommes menés par Louis Guérin, qui auraient pris position aux Corbets,,. À l'est, Jean-Baptiste de Couëtus, avec 400 hommes, garde la route de Bois-de-Céné et tient la redoute du moulin de Jaunay, au sud du pont de la Claie,. Charette prend quant à lui position avec le gros des forces au village de l'Epois, au sud, sur la route de Beauvoir-sur-Mer. Il occupe notamment le pont de Poirocq et le moulin de La Pentecôterie,. D'autres forces sont laissées en réserve au bourg de Bouin. François Pajot, le chef de la division de Bouin, est également présent, mais aucun récit ne relate ses actions lors de la bataille.

### Armée républicaine
Les républicains mobilisent environ 5 000 hommes dans l'offensive, mais tous ne combattent pas,. Ces forces sont divisées en trois colonnes,. Au nord de Bouin, la colonne de l'adjudant-général Villemin prend position à Bourgneuf-en-Retz. À l'est, la colonne commandée directement par l'adjudant-général Nicolas Louis Jordy occupe la route de Bois-de-Céné. Au sud, la colonne commandée par le lieutenant-colonel Aubertin arrive par la route de Beauvoir-sur-Mer. Seules les colonnes nord et sud disposent de pièces d'artillerie. Des chaloupes canonnières parcourent également les abords de l'île, afin d'empêcher toute fuite par la mer.
La colonne de Jordy est forte de 674 à 2 500 hommes,. Celui-ci déploie sur son centre le 10e bataillon de volontaires de la Meurthe, commandé par son frère et issu de l'ancienne Armée de Mayence,. Ce bataillon est suivi par un détachement du 109e régiment d'infanterie,. Un détachement du 77e régiment d'infanterie occupe le flanc gauche et un autre du 57e régiment d'infanterie occupe le flanc droit,.
La colonne d'Aubertin, forte de 1 000 à 1 100 hommes avec un canon, est quant à elle constituée de 455 hommes du 11e bataillon de volontaires de la formation d'Orléans, de détachements des 109e et 110e régiments d'infanterie et de quelques autres corps et des canonniers du 1er bataillon du Bas-Rhin,.

## Déroulement

### Sources
Le déroulement des combats est évoqué dans quelques lettres et rapports du général Haxo, du général Vimeux et du Comité de Salut public. Seuls trois participants de la bataille, l'adjudant-général Jordy, le lieutenant-colonel Aubertin et le chef vendéen Pierre-Suzanne Lucas de La Championnière ont laissé dans leurs mémoires des témoignages sur le déroulement des événements. Un récit est également laissé par le royaliste Urbain-René-Thomas Le Bouvier-Desmortiers, réfugié à Bouin en novembre, où il aurait peut-être rencontré Charette, mais qui se trouve à Noirmoutier au moment de la bataille.

### Prise des retranchements et des redoutes par les républicains

Plan de la bataille de Bouin, le 6 décembre 1793. Topographie du XXIe siècle.

Selon le plan établi, les trois colonnes doivent se retrouver sous Bouin à 11 heures du matin. Cependant à l'heure dite, seul Jordy est au rendez-vous. Au nord, la colonne de Villemin, freinée par les marais et par « le défaut des barques », ne prendra aucune part au combat,,. Au sud, la colonne d'Aubertin est également ralentie par des canaux de 15 à 18 pieds de large pour 4 pieds de profondeur. Elle trouve tous les ponts coupés et doit les faire rétablir par une compagnie de sapeurs de la Loire-Inférieure commandée par l'officier du génie Fachot,. Pour effectuer ces travaux, elle traîne vingt voitures chargées de bois et de matériaux divers.
Les affrontements débutent par des duels d'artillerie. Avant le combat, Charette adresse une courte harangue à ses hommes, dans laquelle il engage ceux qui ne veulent pas combattre à se retirer et promet qu'il sauvera tous ceux qui accepteront de le suivre.
Selon le récit laissé par Aubertin dans ses mémoires, après le rétablissement d'un pont par les sapeurs, sa colonne s'empare d'une première batterie, constituée d'un canon de 16 livres monté sur un affût marin. Elle rétablit ensuite sept ou huit autres ponts et rencontre les troupes de Charette à une demi-lieue de Bouin. Les républicains se heurtent à « une espèce de redoute, avec deux embrasures garnies de canons » et à un retranchement « gardé par un poste nombreux », situé au pied d'un moulin à vent, non loin de la mer. L'ensemble est pris d'assaut et les Vendéens abandonnent deux canons de 4 livres et laissent quelques morts et blessés sur le terrain.
De son côté, Jordy, après avoir traversé « une multitude de fossés demi-glacés », se retrouve sous le feu de la batterie de Jaunay. Il se résout cependant à lancer l'assaut. Ses troupes franchissent le Dain et le pont de la Claie sans rencontrer de forte résistance. Elles emportent les retranchements vendéens à la baïonnette et un canon est capturé par le 10e bataillon de la Meurthe. Les troupes de Guérin se replient sur le bourg et les forces de Couëtus sont rejetées sur celles Charette.
Dans ses mémoires, le chef vendéen Pierre-Suzanne Lucas de La Championnière évoque les combats de manière assez brève et indique qu'« on se battit longtemps à coups de canon : plusieurs fois de part et d'autre on avait fait mine de se charger, lorsque tout à coup la colonne venant de Châteauneuf et qu'on ne redoutait pas à cause de son peu d'apparence, enfonça le petit nombre de soldats qu'on avait placés de ce côté : nous nous trouvions pris entre deux feux,. »

### Retraite des Vendéens

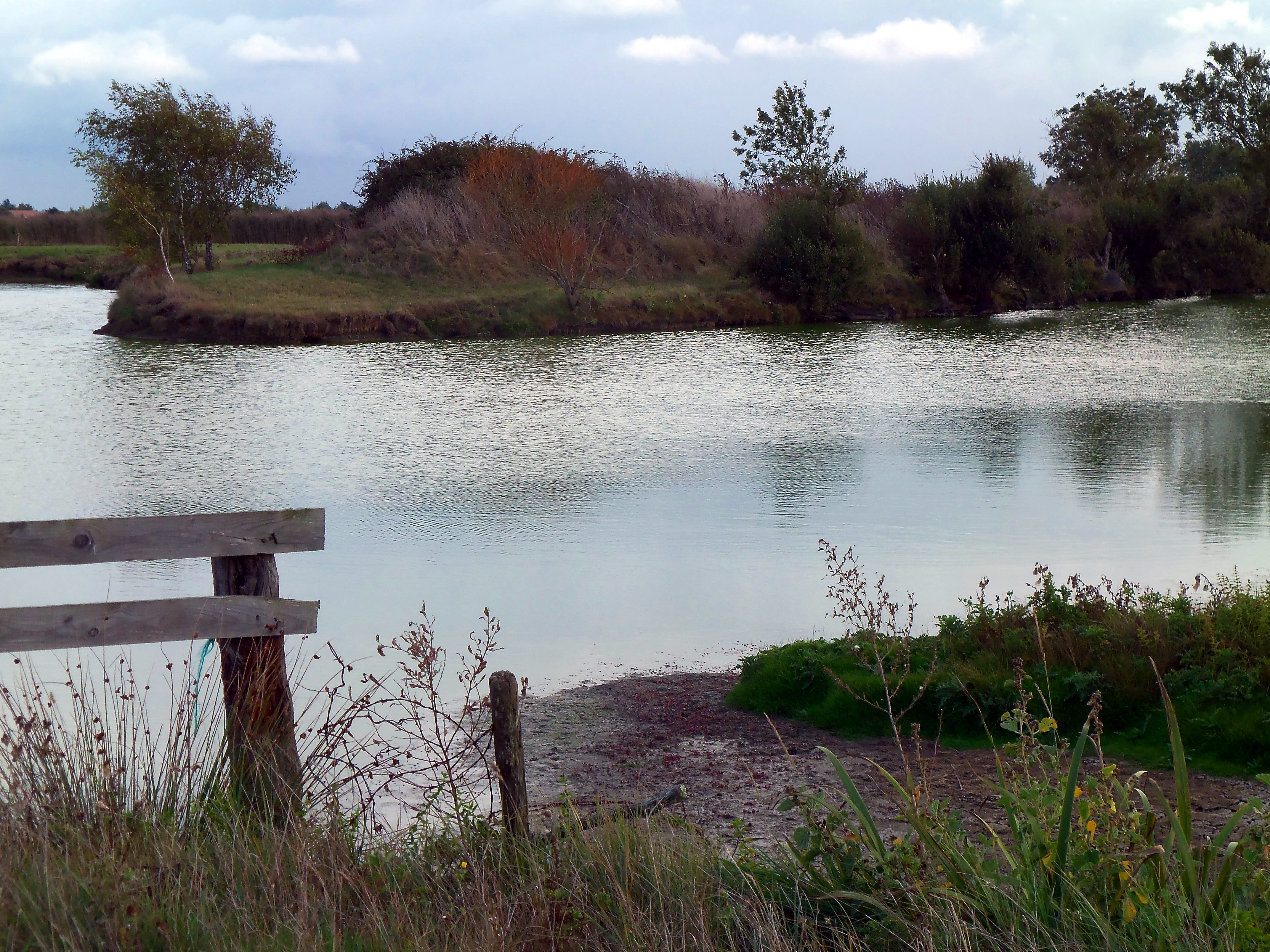
Vue du marais à Bouin en 2010.

Charette se replie sur le bourg de Bouin, où il rallie une partie de ses troupes,. Guérin l'y rejoint, après une longue résistance au lieu-dit La Casse, dans la cour de l'hôpital. Dos à la mer et désormais sans aucune voie de repli, Charette décide de tenter de rompre l'encerclement par une charge à la baïonnette. Mais alors que ses troupes se reforment, un habitant de Bouin propose au général vendéen de lui servir de guide à travers le dédale d'étiers et de marais qui recouvrent l'île.
Les républicains progressent quant à eux lentement et prudemment, par crainte des embuscades. Lorsqu'ils pénètrent dans le bourg, ils s'attendent à trouver les Vendéens retranchés à l'intérieur de l'église. Cependant seules les femmes sont découvertes, cachées dans la tourelle de l'escalier du clocher. Des combattants vendéens isolés, blessés ou malades, sont également trouvés dans des maisons, et abattus sur place. Quelques habitants du bourg de Bouin subissent le même sort. Cependant, les républicains ne peuvent que constater que le gros des forces vendéennes a disparu sans laisser de traces.
Le chemin pris par Charette et ses hommes pour s'enfuir n'est pas connu avec certitude. En s'appuyant sur la tradition locale orale,, Simone Loidreau, suivie par Lionel Dumarcet, estime que les Vendéens ont probablement franchi le pont du Poirocq, puis le charreau de La Billarderie, le pont Guérineau, la métairie de La Culgoiserie et le petit port des Billarderies, destiné à l'embarquement des cargaisons de sel. À cette époque, ce petit port, situé sur la rive du Dain, est envasé et n'est plus accessible aux embarcations. Les fuyards auraient alors pu franchir le Dain à pied, en profitant de la marée basse. Ils seraient ensuite passés, soit par les Sartières et l'île Boisseau, soit par le Fresne, La Guitelle et les Petits Fresnes, pour arriver à la Croix-Rouge. Après avoir longé le moulin de la Rive, ils atteignent à 3 heures de l'après-midi le bourg de Châteauneuf, déserté la veille par les troupes de Jordy,.

## Pertes
Les pertes républicaines sont assez faibles. Le vice-président du district des Sables-d'Ollonne, Pierre-François Mourain, déclare, dans un courrier adressé à la ville de Fontenay-le-Comte le 18 frimaire (8 décembre), que seulement deux hommes ont été tués et 20 autres blessés. Cependant selon Jordy, les pertes sont de 19 hommes tués et de 83 blessés dont 8 grièvement,,,.
Le bilan des pertes royalistes varie selon les sources. D'après Jordy, les Vendéens perdent 1 000 hommes, et seulement 800 parviennent à s'échapper,. Haxo et Mourain ne font cependant état que de 200 morts,. Selon Aubertin, 1 200 Vendéens parviennent à s'enfuir. Le royaliste Le Bouvier-Desmortiers affirme pour sa part que l'armée perd un quart de ses effectifs, soit 700 hommes tués ou blessés,. L'historien Émile Gabory retient un bilan de 200 tués,. Le nombre total des malades et des blessés massacrés dans le bourg n'est pas connu, seules 25 victimes, toutes originaires de Bouin, sont identifiées,. Le 20 janvier, plus d'une trentaine d'hommes sont également fusillés près du port de La Claie.
Les Vendéens perdent entre 5 et 13 canons, — cinq selon Dutruy,, six selon Haxo, Mourain et Le Bouvier-Desmortiers, et treize selon Jordy,,, — ainsi que des chevaux, dont le nombre varie encore selon les sources : 16 selon Haxo, 70 selon Aubertin, 200 selon Dutruy, et 500 selon Mourain,.
De nombreuses femmes réfugiées dans l'église de Bouin sont capturées,. Leur nombre n'est pas connu avec exactitude, d'après Lionel Dumarcet le chiffre traditionnellement retenu est de 300, mais la municipalité de Beauvoir-sur-Mer évoque l'arrestation de 83 suspects, dont une trentaine de Bouin, avec « parmi eux 62 femmes, dont 45 étrangères à la commune ». Les 62 femmes nommément connues sont envoyées dans les prisons du Bouffay et du bon Pasteur, à Nantes, ou bien au port des Sables-d'Olonne, depuis lequel certaines sont transférées quelques mois plus tard à l'île de Noirmoutier. Plusieurs d'entre elles sont guillotinées à Nantes, fusillées à Noirmoutier, ou meurent en prison. Parmi les captives figurent notamment Madame de Couëtus, née Marie Gabrielle du Chilleau, épouse du général Couëtus, et ses deux filles, Sophie et Céleste,. Incarcérée à Nantes à la prison Le bon Pasteur, puis à la prison du Bouffay, elle est guillotinée le 1er février 1794,. Ses filles échappent de peu à la mort et sont libérées le 19 décembre 1794 sur ordre d'un représentant en mission.
Après la prise de Bouin, les républicains délivrent également plusieurs centaines de prisonniers patriotes détenus par les Vendéens. Leur nombre est de 900 selon Jordy,,,, ce qui semble exagéré selon Lionel Dumarcet et Simone Loidreau. Dutruy évoque 700 prisonniers délivrés, et les mémoires anonymes de l'administrateur militaire entre 200 et 300. Cette dernière estimation est retenue par Simone Loidreau, tandis que pour l'historien Alain Gérard, les prisonniers délivrés sont au nombre de 127.

## Conséquences
Les républicains se rendent maîtres de l'île de Bouin et obtiennent une nette victoire, mais Charette parvient à s'échapper avec une partie de ses forces. Peu après, le général vendéen tombe opportunément sur un petit convoi républicain entre Châteauneuf et Bois-de-Céné,. Il s'enfonce ensuite dans le bocage et rallie Saint-Étienne-de-Mer-Morte. Le 7 décembre, la petite troupe célèbre une messe et un Te Deum à Touvois, avant de tenter sans succès de reprendre Legé. Le 8 décembre, elle rejoint l'armée de Jean-Baptiste Joly aux Lucs-sur-Boulogne. Les chefs royalistes du Bas-Poitou et d'une partie du Pays de Retz passent ensuite trois jours à rassembler leurs forces. Le 11 décembre, les Vendéens écrasent la garnison du camp de L'Oie. Le matin du 12 décembre, aux Herbiers, les officiers élisent Charette général en chef de l'« Armée catholique et royale du Bas-Poitou ».

## Analyses
Dans ses « éclaircissement historiques », publiés à la Restauration, Charles-Joseph Auvynet critique « l'hésitation, l'incertitude et l'absence de tout plan fixe » de la part de Charette dans les jours qui précèdent la bataille de Bouin. Selon lui en s'engageant entre La Garnache et Machecoul « sur un terrain désavantageux », il n'offre à sa troupe « que la perspective d'une destruction totale ». Sa défaite à Bouin se termine en une « déroute précipitée, accompagnée du plus grand désordre » qui n'a pu qu'avoir un effet déplorable sur le moral de la garnison de l'île de Noirmoutier.
En 1998, l'historien Lionel Dumarcet conclut également que « Charette avait pourtant la possibilité d'éviter les mailles du filet républicain. Quelques jours plus tôt, Joly et de Savin y étaient parvenus ». Sa retraite sur l'île de Bouin et ses erreurs stratégiques « auraient pu conduire le chevalier et ses hommes à l'anéantissement. Le hasard et la chance en décidèrent autrement ».